# Jedutenhügel
Der Jedutenhügel (auch Jedutenberg oder Jodutenberg) ist ein Denkmaltyp, der im Landkreis Friesland, im Landkreis Wesermarsch und im Landkreis Cuxhaven in Niedersachsen sowie in der Stadt Bremerhaven vorkommt. Die Entstehungszeit und Funktion der künstlich aufgeworfenen Hügel, die Höhen bis zu 6 m und Durchmesser bis zu 30 m erreichen können, ist ungeklärt. 

## Deutungen
Der Erste, der sich in einer Schrift aus dem Jahre 1923 mit dieser Art von Hügeln auseinandersetzte, war der Studienrat Heinrich Lübben aus Bremerhaven. Die Deutungen für die Hügel reichen von Gerichtsstätten über landfeste Seezeichen bis zu Signal- oder Alarmplätzen, wie etwa Warten (Beobachtungsposten), von denen aus die Bewohner vor Gefahren gewarnt wurden. Beim Herannahen des Feindes (etwa der Wikinger) konnte von der Erhebung aus ein Warnfeuer entzündet werden, das im weiten Umkreis die Bevölkerung alarmierte. Diese Vermutung lag nahe, da die Wikinger zur Zeit Karls des Großen die Küste Butjadingens häufiger heimsuchten. Im Volksglauben werden sie auch als Begräbnisplätze angesehen.
Zur Etymologie der Bezeichnung „Jedutenhügel“ gab Karl Sichart an, dass der Begriff vom unter anderem im Sachsenspiegel kodifizierten sogenannten Jedutengeschrei „Wapent jo, dute, ...“ („Wappnet euch, Leute, ...“) herrührt, das (seitens der Ankläger) notwendige Voraussetzung für das Abhalten eines „Schreigerichts“ gegen einen auf frischer Tat angetroffenen Übeltäter war, aber allgemein die (verbindliche) Aufforderung zur Mobilisierung der bewaffneten Macht darstellte.

## Geschichte
Über das Alter des Jedutenbergs im Bremerhavener Stadtteil Wulsdorf geben Pollenanalysen Auskunft. In Bodenproben aus 1,7 m, 2 m und 2,6 m Tiefe wurden Buchweizenpollen gefunden. Buchweizen wurde in Niedersachsen urkundlich erstmals 1380 erwähnt. Baumpollen konnten fast gar nicht nachgewiesen werden. „Da bis etwa 1000 nach Christus die Landschaft stark bewaldet war, müsse der Hügel also später aufgeschüttet worden sein. Dafür sprechen die massenhaft in den Proben nachgewiesenen Heidekräuterpollen. Die weisen auf eine stark gerodete Landschaft in der Umgebung hin.“

„Auch wenn die Aufschüttung 500 Jahre jünger [als bisher angenommen] ist: Die ursprüngliche Erhebung erfüllte mit 5 m ü. NHN auch schon vorher alle Voraussetzungen dafür, als Standort für ein Warnfeuer genutzt zu werden, das entzündet wurde, wenn Normannen die Weser aufwärts fuhren.“

## Standorte
Jedutenhügel bzw. Jedutenberge finden sich beiderseits der Unter- und Außenweser. Dabei muss davon ausgegangen werden, dass viele im Laufe der Jahrhunderte abgetragen worden sind.

### Existierende Standorte
- Grebswarden (Nordenham) im Landkreis Wesermarsch, der Jedutenhügel befindet sich in einer Baumgruppe nördlich der Ansiedlung. Auf ihm wurde ein Kriegerdenkmal für die Gefallenen des Ersten Weltkrieges errichtet, zu dem ein Fußweg hinaufführt.
- Jeringhave (Varel) im Landkreis Friesland,[2] am Abzweig nach Rotenhahn liegt an der Bundesstraße 69 ein friesländischer Jedutenhügel. Der aufgeschüttete, steile Hügel liegt auf dem höchsten Punkt einer natürlichen Geländekuppe und hat bei 17 m Durchmesser eine Höhe von 3,5 m.
- Langen (Geestland) im Landkreis Cuxhaven, Jedutenberg (Paasch Berg) in der Südwestecke des Friedhofs an der Debstedter Straße. 1906 wurde eine Gruft eingebaut, die inzwischen unter Denkmalschutz steht.
- Schmalenfleth (Brake) im Landkreis Wesermarsch, am südlichen Ortsrand befindet sich ein 4,2 m hoher Jedutenhügel mit einem Durchmesser von etwa 30 m.
- Volkers (Nordenham) im Landkreis Wesermarsch, der relativ kleine Jedutenberg befindet sich am südwestlichen Rand der Bauerschaft.
- Wulsdorf (Bremerhaven), Jedutenberg an der Straße Am Jedutenberg im Ortsteil Jedutenberg. Er ist etwa 48 m lang, 23 m breit und 6 m hoch. Auf seiner höchsten Stelle wurde nach dem Deutsch-Französischen Krieg ein Ehrendenkmal errichtet. In unmittelbarer Nachbarschaft befindet sich die Dionysiuskirche mit dem separaten Glockenturm.

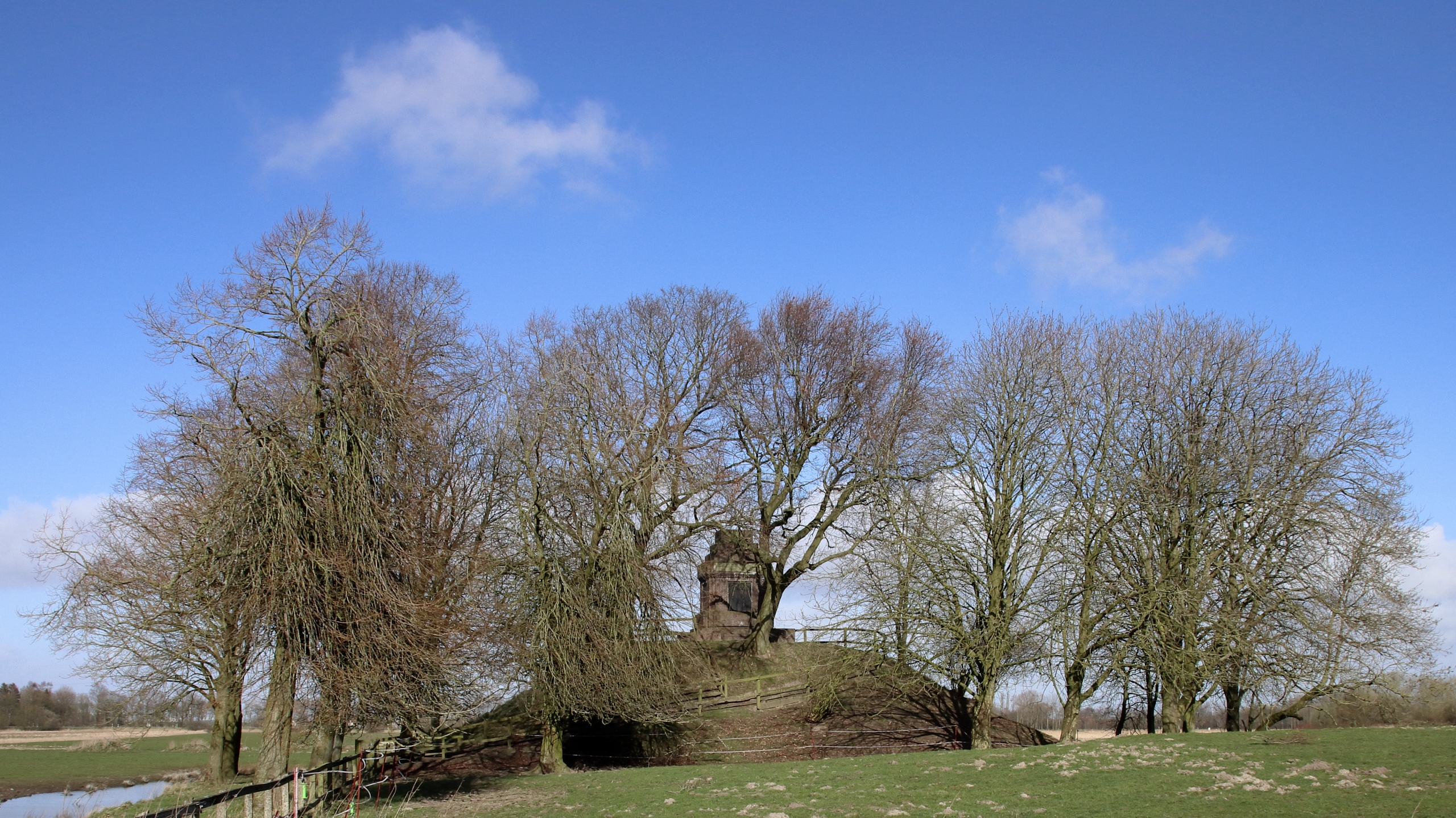
Jedutenberg in Grebswarden
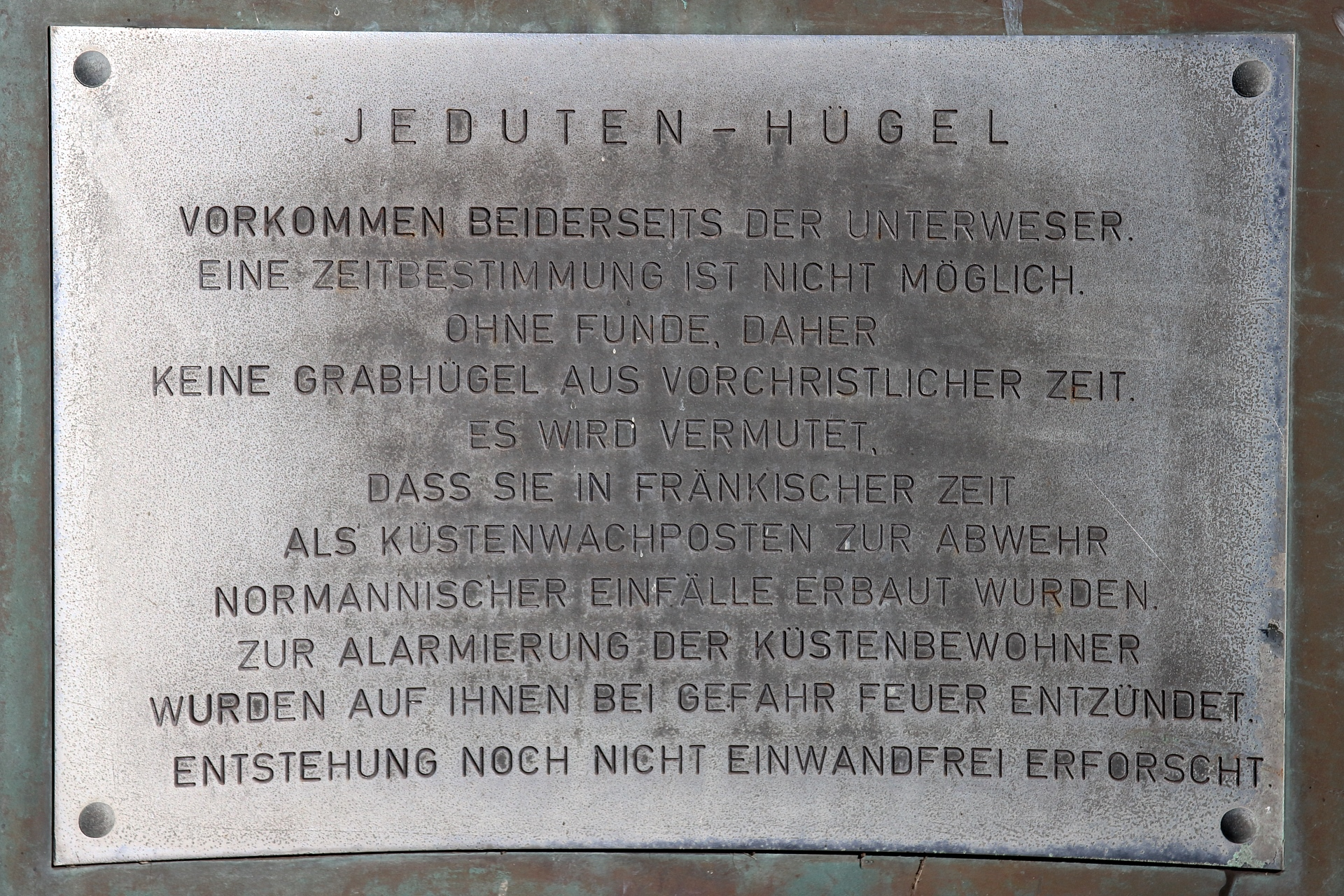
Jedutenberg Grebswarden, Informationstafel
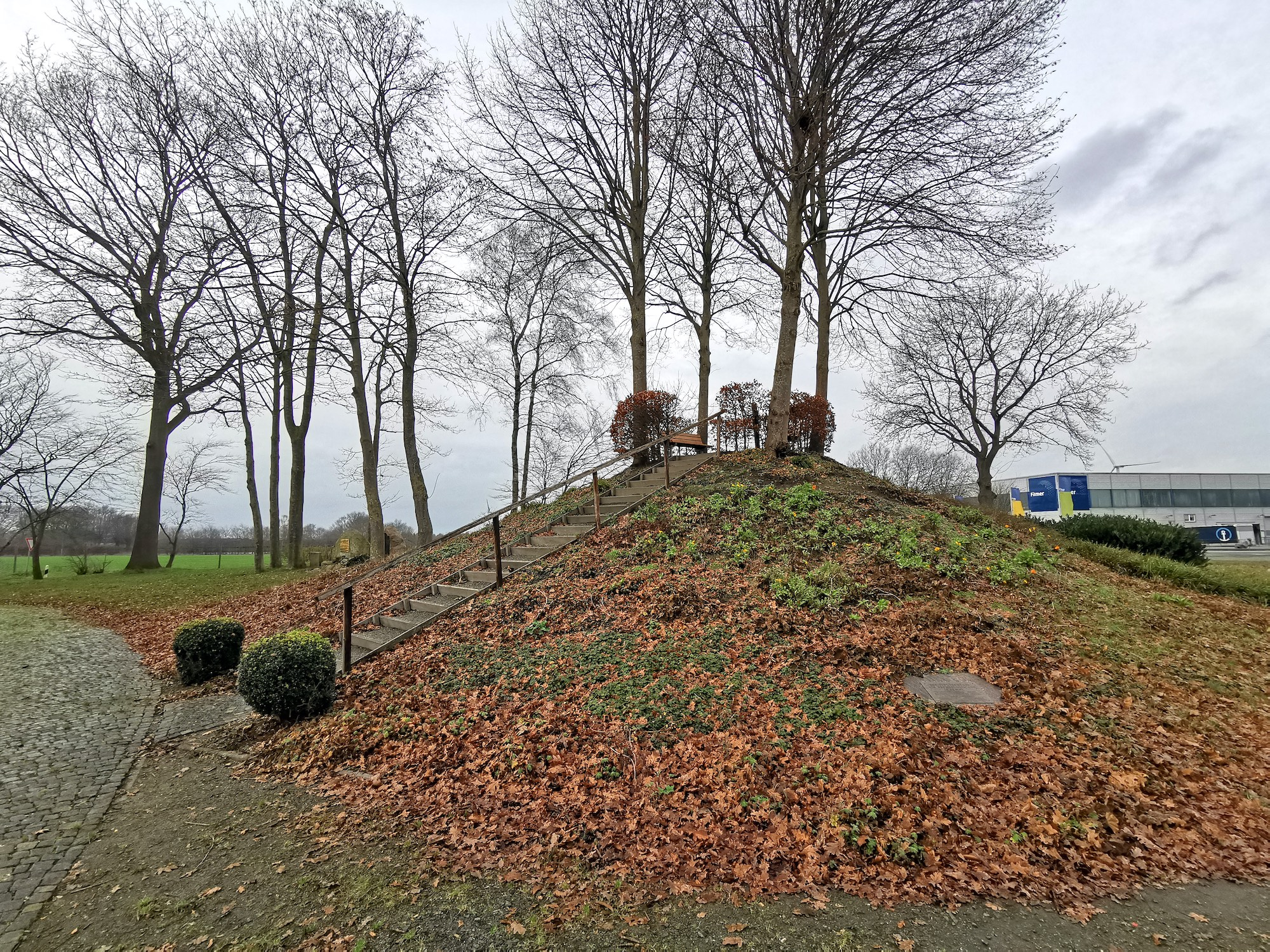
Jedutenhügel in Jeringhave
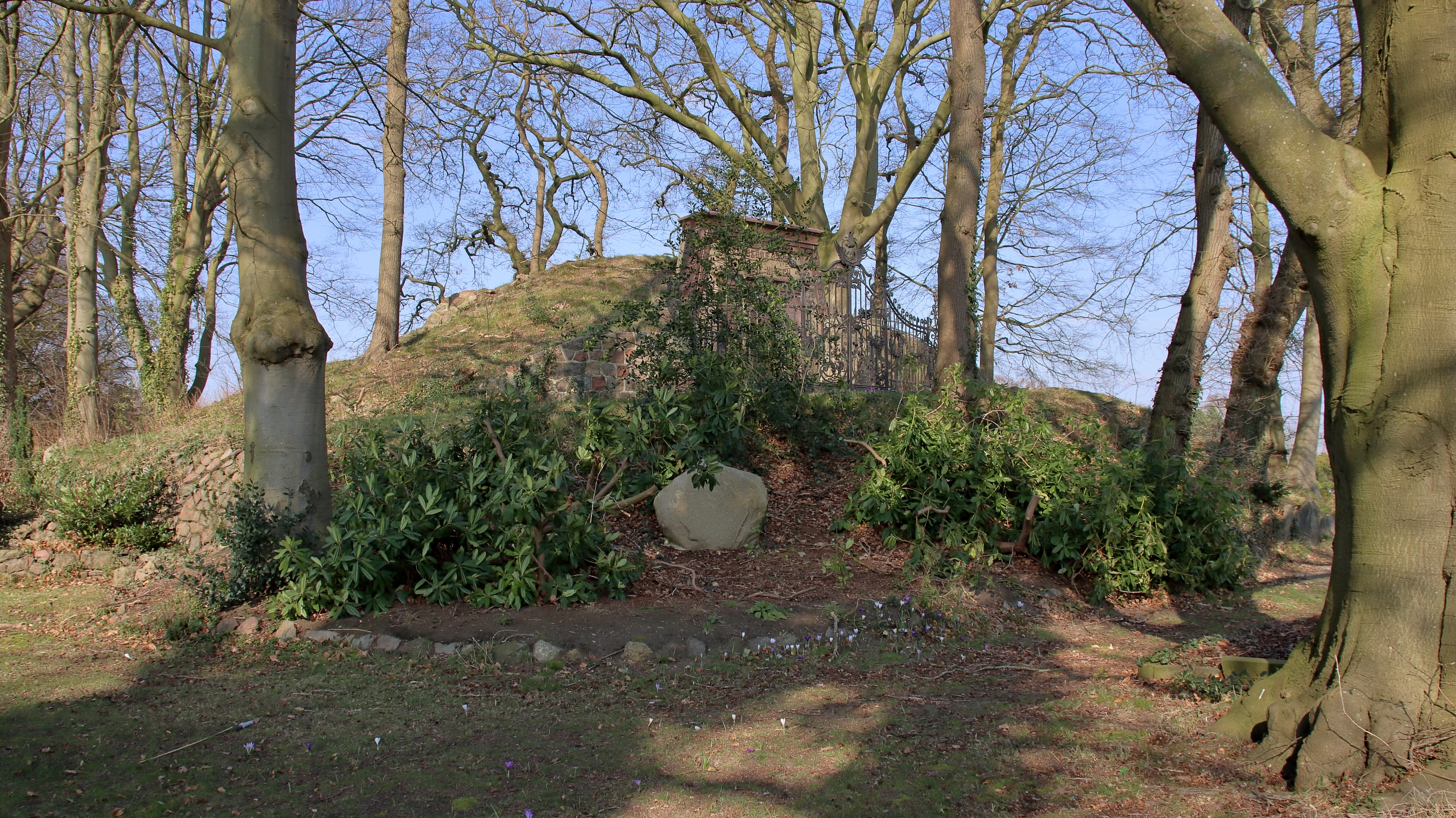
Jedutenberg auf dem Friedhof in Langen
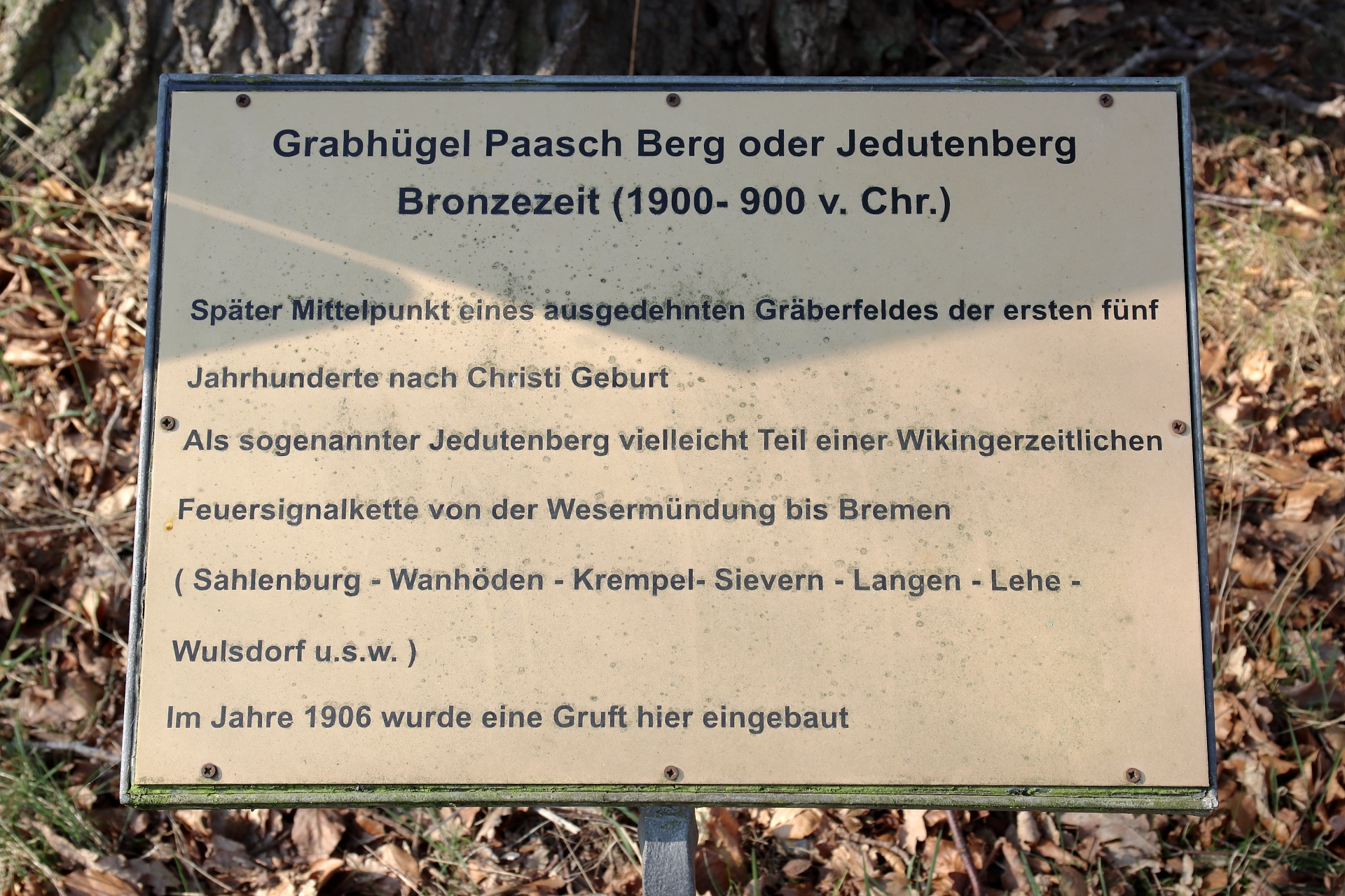
Jedutenberg Langen, Informationstafel
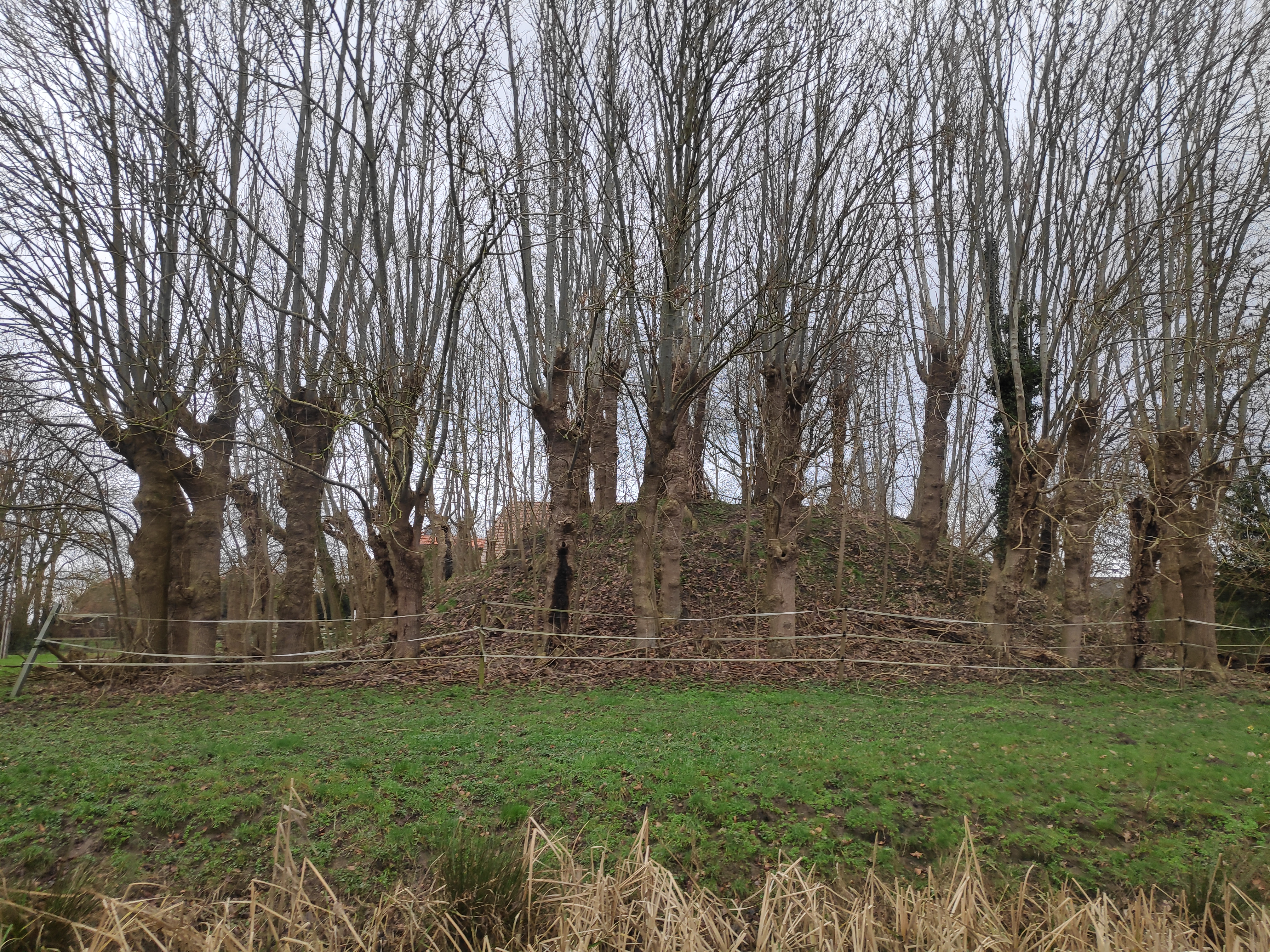
Jedutenhügel in Schmalenfleth
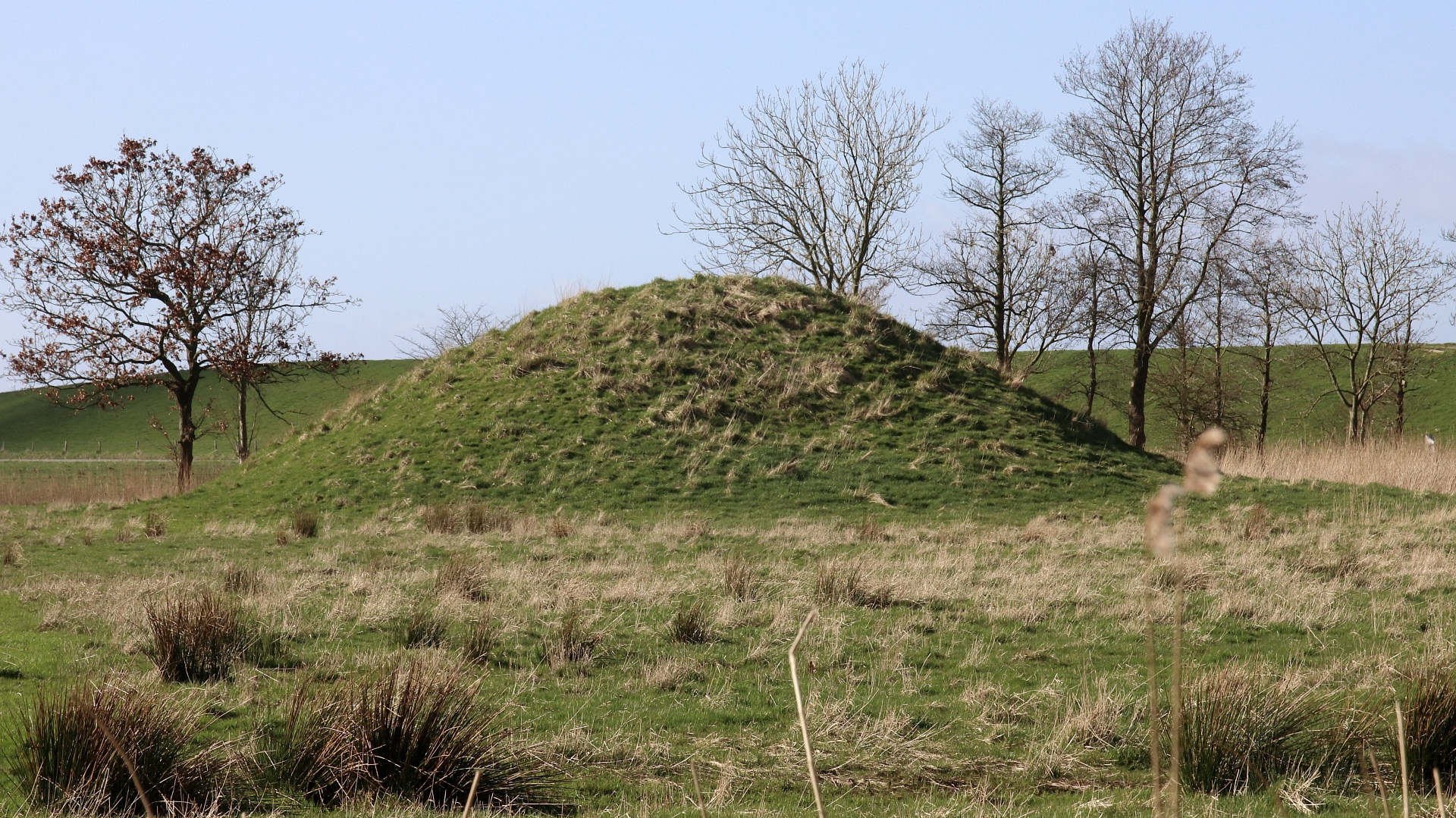
Jedutenberg in Volkers
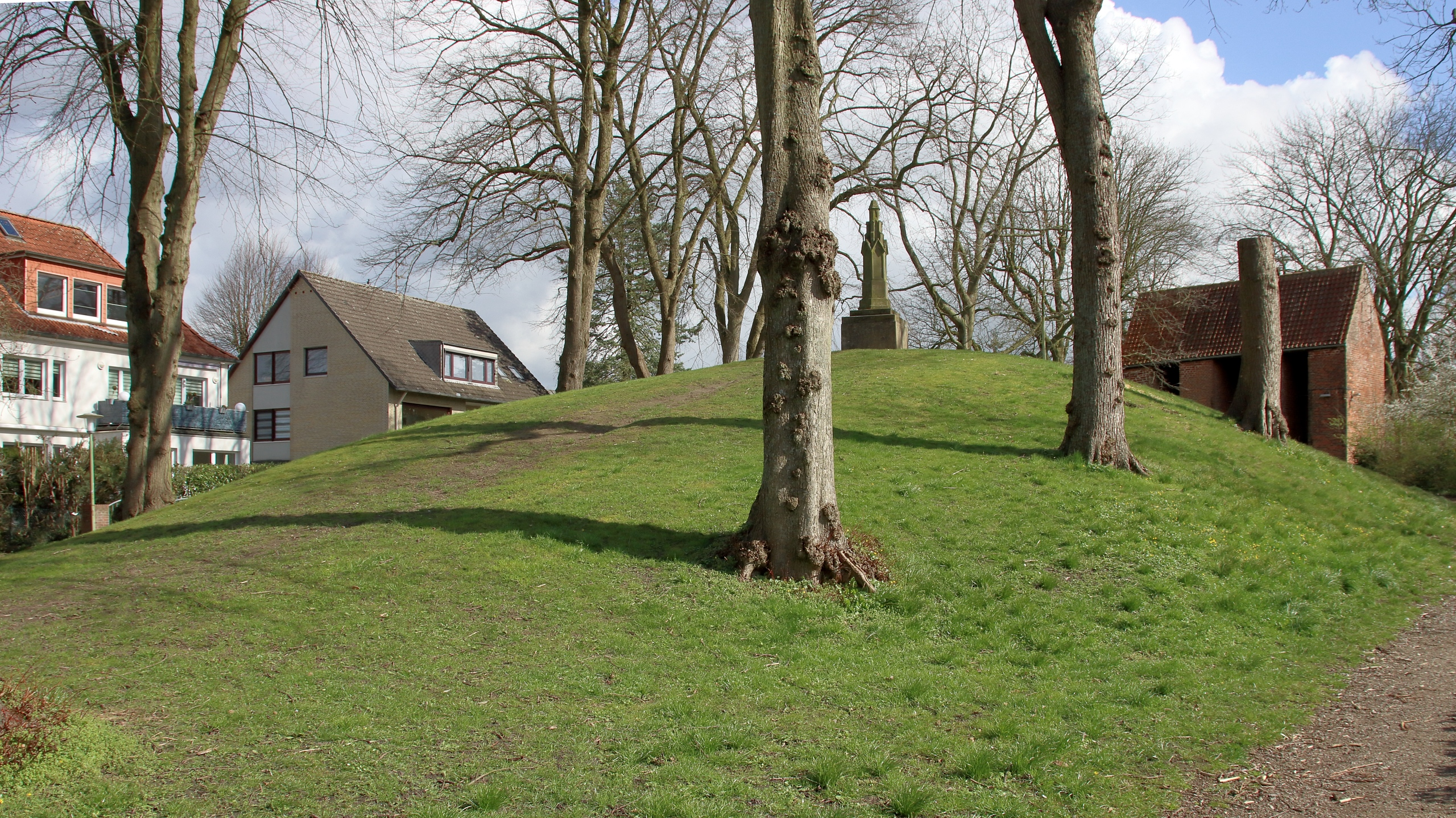
Jedutenberg in Wulsdorf
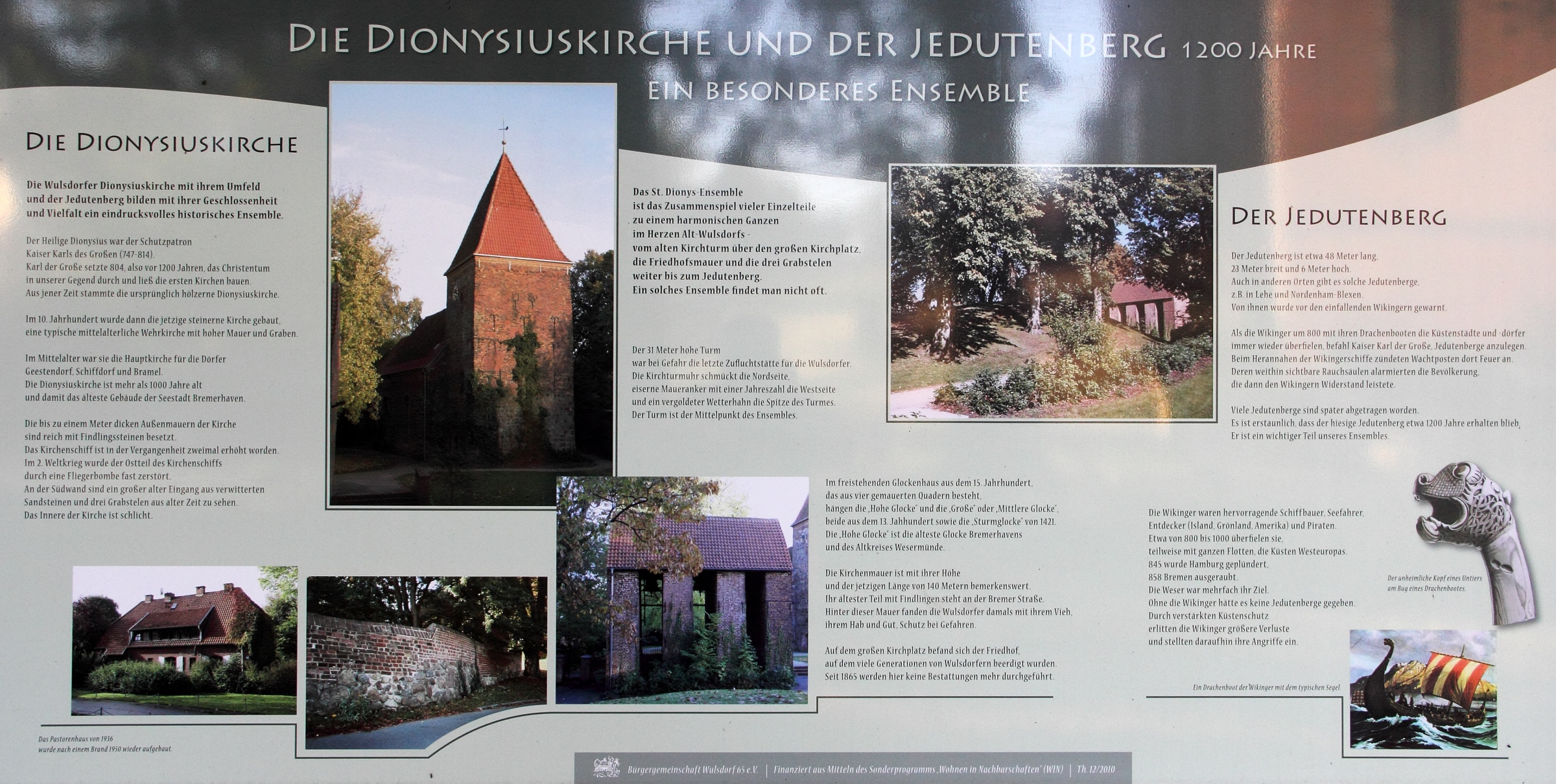
Jedutenberg Wulsdorf, Informationstafel

### Ehemalige Standorte
- Ellwürden (Nordenham) im Landkreis Wesermarsch, Jedutenhügel (Panzenberg) um 1930 abgetragen. Im Ort gibt es die Stichstraße Am Panzenberg.
- Lehe (Bremerhaven), Jedutenberg (auch Büttel, Weye-, Weihnachtsmann- oder Buddelberg genannt) 1883 abgetragen[3], vermutlich für die Anlage des Leher Altmarktes.
- Spaden (Schiffdorf) im Landkreis Cuxhaven, die Straße Am Jedutenhügel erinnert an den – vermutlich im Zusammenhang mit der Erschließung des Neubaugebietes – eingeebneten früheren Jedutenhügel.

Eduard Krüger erwähnt außerdem Beckum (Stadland) sowie Isens, Tossens und Waddens (alle Butjadingen).

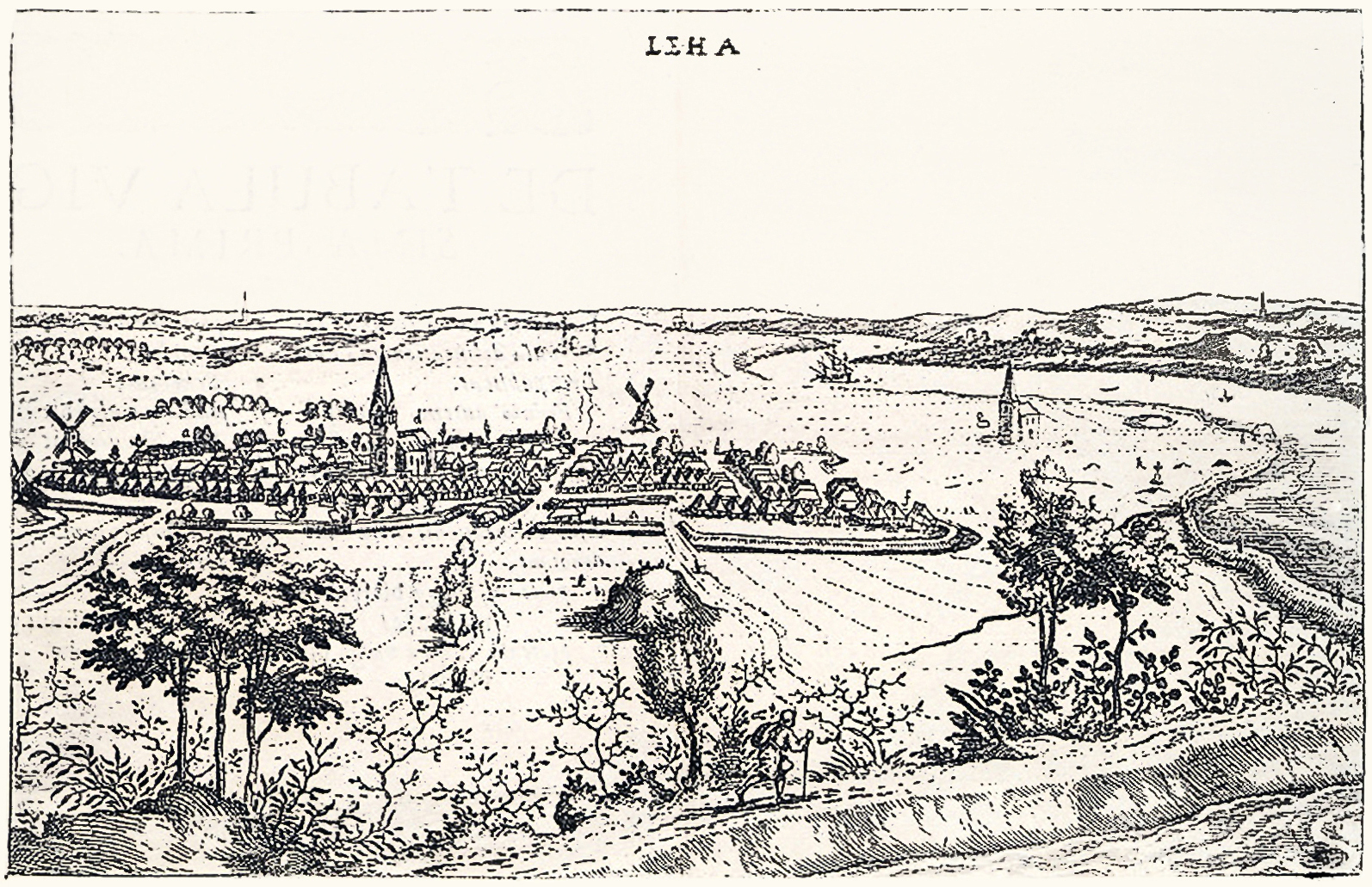
Wilhelm Dilich: Jedutenhügel zwischen dem Flecken Lehe und der Weser, 1604

## Belege
1. 1 2 3  
Jürgen Rabbel: Jedutenberg gibt neue Rätsel auf – Pollenanalyse belegt: Aufschüttung ist 500 Jahre jünger als gedacht – Ausguck war zur Wikingerzeit noch niedriger. In: Nordsee-Zeitung. 15. Mai 2014, S. 15.
2. ↑  Friedrich-Wilhelm Wulf: Jedutenhügel bei Varel-Jeringhave In: Archäologische Mitteilungen aus Nordwestdeutschland - Beiheft 34 Isensee 2000 S. 286
3. ↑  Das Werden der Stadt Lehe